# فاصله زمانی پس از مرگ

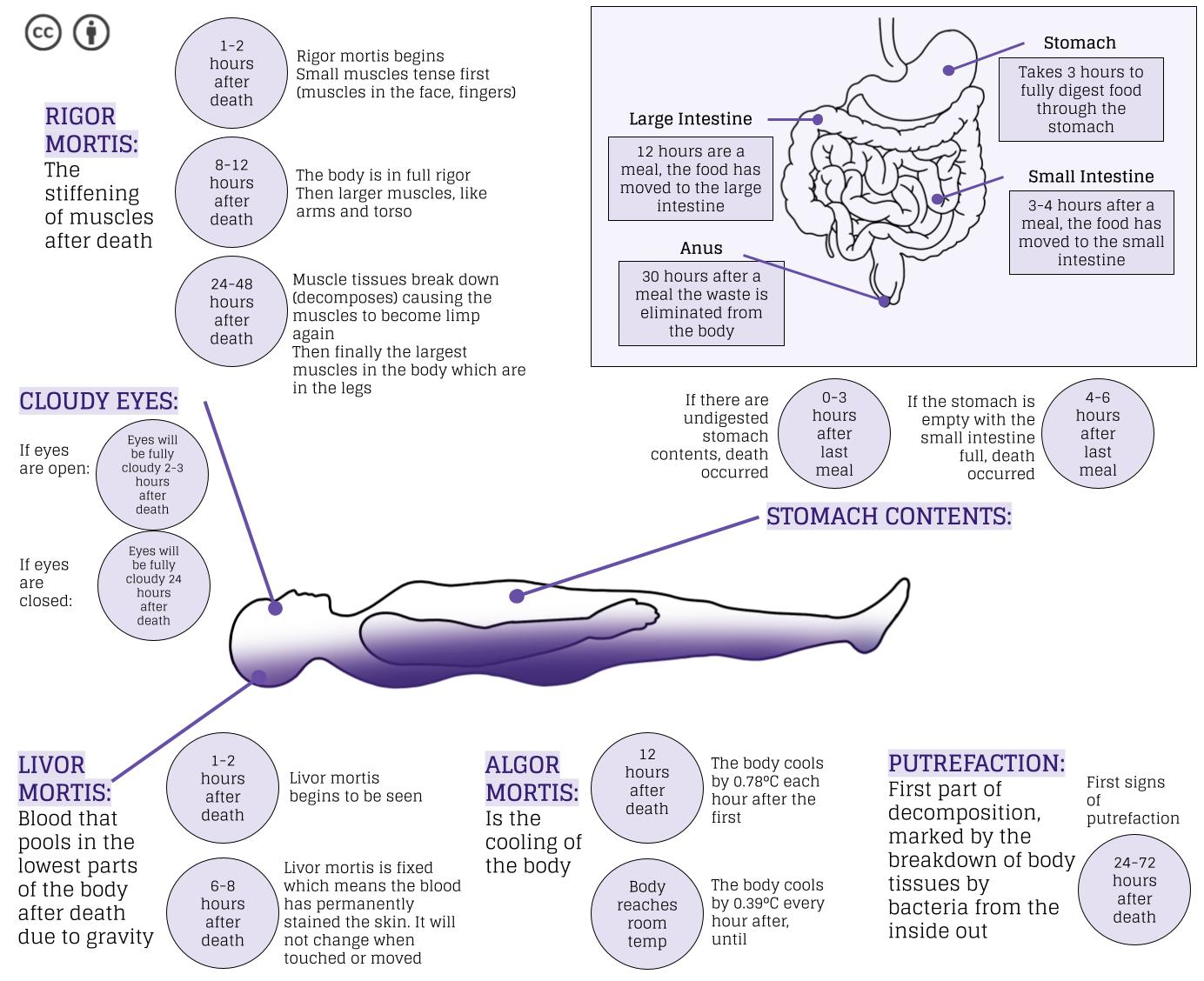
شکل ۱. پدیده‌های پس از مرگ برای برآورد زمان مرگ.

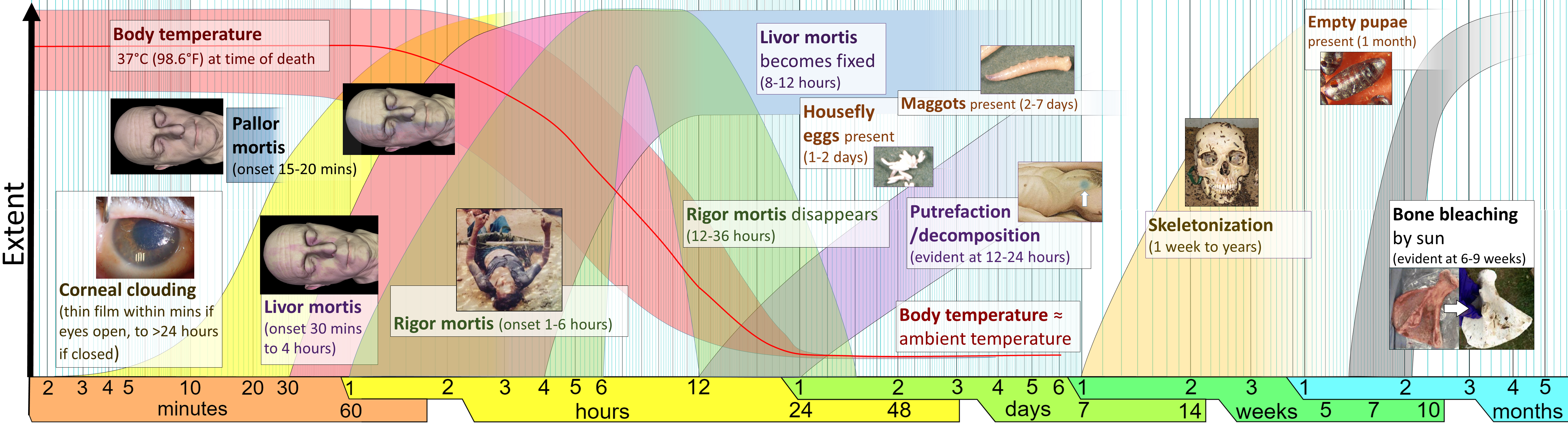
جدول زمانی تغییرهای پس از مرگ

فاصله زمان پس از مرگ Post-mortem interval فاصله زمانی است که از زمان مرگ یک فرد گذشته‌است. هنگامی که زمان مرگ مشخص نیست، ممکن است فاصله زمانی با برآورد تعیین شود، و بنابراین زمان تقریبی مرگ تعیین می‌شود. برآورد فاصله زمانی پس از مرگ بسته به نوع شواهد موجود می‌تواند از ساعت‌ها، تا روزها یا حتی سال‌ها متغیر باشد. تکنیک‌های پزشکی و علمی استانداردی وجود دارند که از چنین برآوردهایی پشتیبانی می‌کنند.
تغییرهای بدنی که پس از مرگ رخ می‌دهند (مراحل پس از مرگ) عبارتند از:
- Algor mortis: خنک‌شدن بدن
- Livor mortis: ته‌نشین شدن خون در پایین‌ترین بخش‌های بدن.
- جمود نعشی (Rigor mortis): سفت‌شدن اندام‌ها.

همچنین نشانه‌های زیر:
- گرم و شل: کمتر از ۳ ساعت
- گرم و سفت: ۳ تا ۸ ساعت
- سرد و سفت: ۸ تا ۳۶ ساعت
- سرد و شل: بیش از ۳۶ ساعت.